# Котондејл (Флорида)
Котондејл (енгл. Cottondale) град је у америчкој савезној држави Флорида. По попису становништва из 2010. у њему је живело 933 становника.

## Демографија
Према попису становништва из 2010. у граду је живело 933 становника, што је 64 (7,4%) становника више него 2000. године.
| Група             | 2000.       | 2010.       |
| Белци             | 638 (73,4%) | 607 (65,1%) |
| Афроамериканци    | 162 (18,6%) | 226 (24,2%) |
| Азијати           | 5 (0,6%)    | 7 (0,8%)    |
| Хиспаноамериканци | 36 (4,1%)   | 62 (6,6%)   |
| Укупно            | 869         | 933         |